# (784) Пикерингия
(784) Пикерингия (лат. Pickeringia) — астероид главного пояса, который принадлежит к спектральному классу C. Он был открыт 20 марта 1914 года американским астрономом Джоэлом Меткалфом в обсерватории города Винчестера в штате Массачусетс и назван в честь астрономов Эдуарда Пикеринга и Генри Пикеринга. 

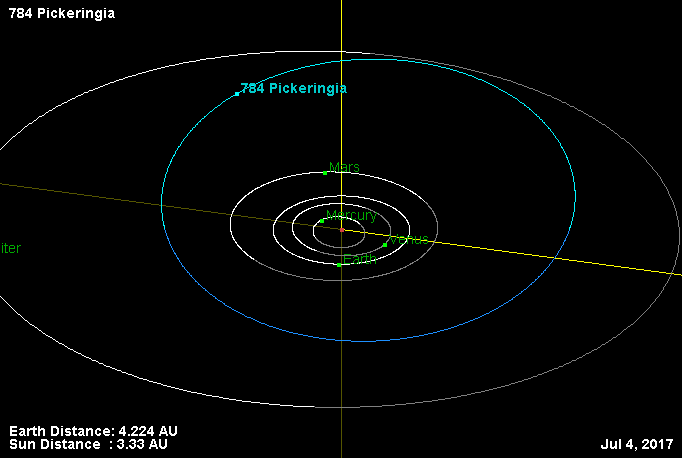
Орбита астероида Пикерингия и его положение в Солнечной системе